# يوهان لابيير
يوهان لابيير (بالفرنسية: Johan Lapeyre)‏ (مواليد 3 أغسطس 1985 في لو بليسيس بوشارد - فرنسا) لاعب كرة قدم فرنسي يلعب حاليا لصالح نادي الدرجة الأولى نانسي الفرنسي منذ 2001 في مركز حارس مرمى .

## روابط خارجية
- يوهان لابيير على موقع قاعدة بيانات كرة القدم.إي يو (الإنجليزية)
- يوهان لابيير على موقع Soccerway.com (الإنجليزية)